# Barraba
Barraba es una localidad australiana situada al norte de Nueva Gales del Sur. Anteriormente fue la capital del Gobierno Local hasta 2004, año en el que pasaría a formar parte del Concejo regional de Tamworth.
De acuerdo con el censo de 2016 tenía una población en torno a 1.410 habitantes.

## Historia

### Primer asentamiento
Anteriormente a la llegada de los británicos, la zona estaba habitada por los kamilaroi. El primer hombre blanco en explorar la zona fue el botánico Allan Cunningham en 1827. En el mismo año descubrió el río Manilla, al cual le puso el nombre de Buddle's Creek.
Entre 1837 y 1838 fue inaugurada la estación de Barraba, y en 1852 el topógrafo J. T. Gorman cartografió la que sería la futura localidad.

### Expansión y desarrollo
Durante los años 50 del siglo XIX estalló la fiebre del oro y con él el desarrollo económico de la población. En 1856 fue inaugurada la primera oficina de correos y en 1861 el primer colegio. En 1876 se subastaron varios terrenos pertenecientes (por aquel entonces) a la Corona británica. En el mismo año se construyó la iglesia de St. Laurence al igual que el primer banco. Nueve años después obtendría el estatus de ciudad.
Durante los años 90 del siglo XIX se construyeron más edificios, entre ellos el hospital (1891) y la iglesia de Weslyan (1898). En 1893, la población era de 500 habitantes y en 1921 de 1.164.
En 1900 entró en servicio el periódico Barraba Gazette. Ocho años después se inauguraría el último tramo férreo de la línea Manilla-Barraba, el cual estuvo en funcionamiento hasta 1987 siendo el último tren en pasar por la zona cuatro años antes.
En 1933 se construyó el embalse de Connors Creek, con el que se pudo abastecer de agua a la localidad.

## Minería

### Cobre
En 1889 se descubrió cobre en Gulf Creek y tres años después se abriría la primera mina. Gulf Creek está situado a 22 kilómetros al nordeste de la localidad. Por aquel entonces era la mina más grande del estado. La mina estuvo abierta hasta 1930.

### Asbesto
Entre 1919 y 1983 se estuvo procesando asbesto en Woodsreef, donde se llegó a extraer 500 mil toneladas.
La masa de asbesto cubría una extensión de 43 ha (106,26 acres) y tiene hasta 70 m de altura.
En 2008 se llevó a cabo un reportaje televisivo en el que la población expresaba su preocupación sobre los efectos que el mineral tenía sobre la salud, y una asociación exigió la rehabilitación de la mina aparte de pedir el acceso a la población por motivos de seguridad.

## Clima
Barraba tiene veranos cálidos y húmedos. Los inviernos son fríos y secos. La temperatura registrada más alta es de 41,8 °C y la temperatura registrada más baja es de -9,4 °C. El promedio de precipitación anual es de 688,7 milímetros y la media diaria registrada más alta es 194,3 milímetros que cayó el 22 de febrero de 1955.

## Suministro de agua

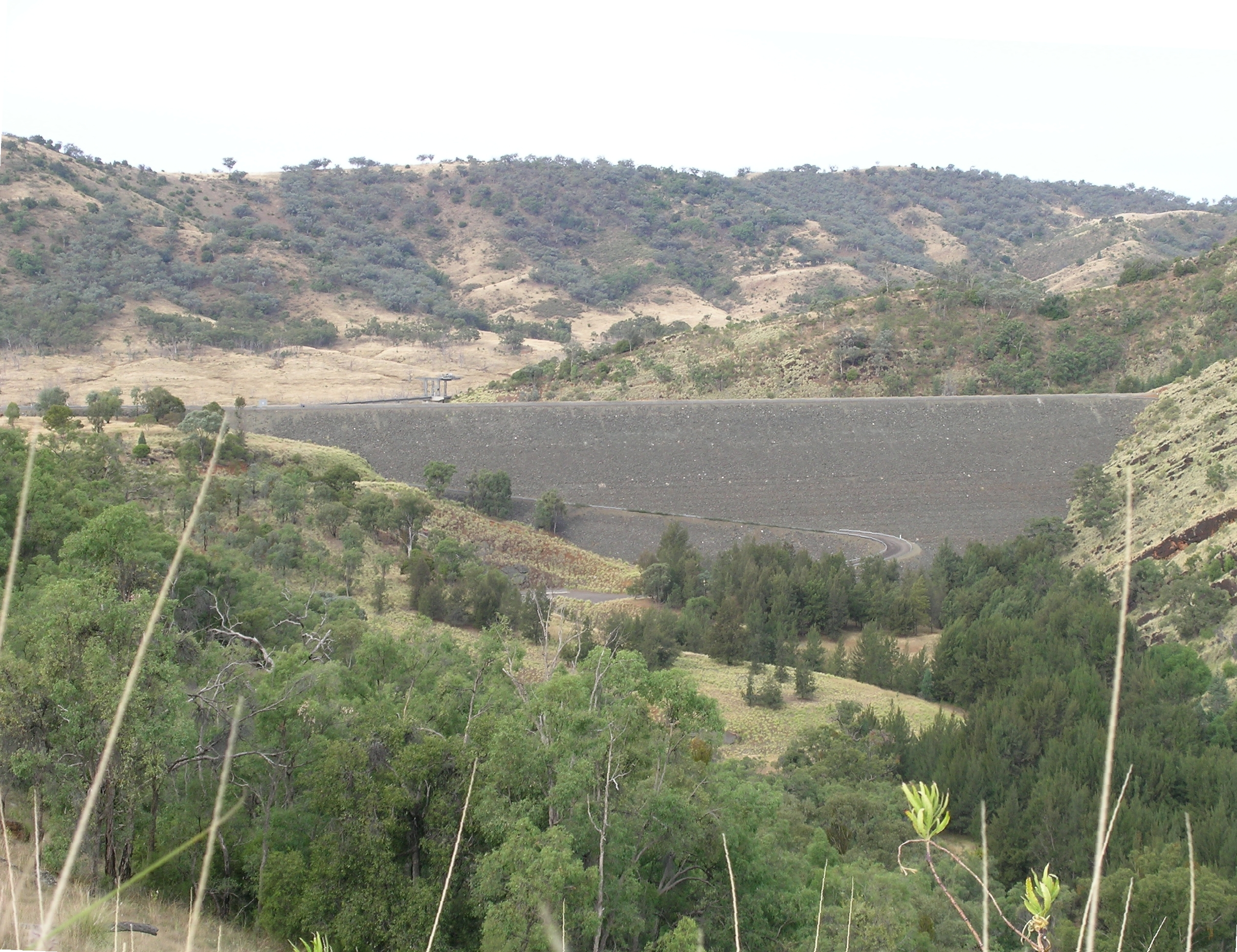
Presa "Split Rock"

Los habitantes de Barraba solían extraer agua del Río Manilla, del Arroyo Barraba, y de la Presa de Connors Creek antes de la construcción de la Presa “Split Rock” (Split Rock Dam, en inglés). Cuando esas fuentes disminuyeron los habitantes extrajeron agua de los pozos de emergencia.
La Presa “Split Rock” se construyó en 1988 y la tubería de suministro al pueblo se completó en 2015.